# Nghĩa Mã
Nghĩa Mã (giản thể: 义马; phồn thể: 義馬; bính âm: Yìmǎ) là một thành phố cấp huyện thuộc địa cấp thị Tam Môn Hiệp, tỉnh Hà Nam, Trung Quốc.

### Nhai đạo
| - Thiên Thu Lộ (千秋路街道) - Triều Dương Lộ (朝阳路街道) - Tân Nghĩa Lộ (新义街街道) - Thường Thôn (常村路街道) | - Thái Sơn Lộ (泰山路街道) - Tân Khu (新区街道) - Đông Khu (东区街道) |